# مجزرة عائلة الرواغ (25 يناير 2024)
مجزرة عائلة الرواغ (25 يناير 2024) هي مجزرة ارتكبها سلاح جوّ الإحتلال الإسرائيلي يوم الخميس الموافق 25 يناير/كانون الثاني 2024. استهدفت هذه الغارات منزل يعود لعائلة الرواغ في غرب النصيرات. هذه المجزرة من ضمن عدة مجازر وقعت خلال الحرب الفلسطينية الإسرائيلية 2023-2024. تسبّبت هذه المجزرة الإسرائيليّة والتي استهدفت منزل عائلة الرواغ إلى استشهاد أكثر من 11 شهيدًا وجميعهم من عائلة واحدة.

## خلفية الحدث
في ساعاتِ الصباح الأولى من يوم السابع من أكتوبر 2023 أطلقت حركة المقاومة الإسلامية حماس عبر ذراعها العسكري كتائب الشهيد عز الدين القسام عملية طوفان الأقصى وذلك ردًا على الاعتداءات الإسرائيلية وتدنيس الأقصى والاستمرار في الاستيطان، كما أكّد على ذلك محمد الضيف القائد العام للقسّام والذي أعطى إشارة انطلاق العمليّة التي شهدت اقتحامًا من المقاومين لمستوطنات غلاف غزة ونجحوا في قتلِ عدد كبيرٍ من الجنود الإسرائيلين، وأسر عشرات آخرين كما استطاعوا خلال ساعات قطع عشرات الكيلومترات ووصلوا لمستوطنات أبعد من تلك المحيطة والقريبة من قطاع غزة.
الرد الإسرائيلي على هذه العمليّة جاء من خلال شنّ سلاح الجو الإسرائيلي عشرات الغارات العشوائيّة على القطاع متسبّبة في مقتل عشرات المدنيين وتدمير البنية التحتية لمدن القطاع، ليصل حد فرض إغلاق شامل وقطع متعمد لكل الخدمات من ماء وكهرباء وغاز، وهو ما هدَّد حياة أكثر من مليونَي فلسطيني يعيشُ داخل القطاع الذي يُعاني أصلًا من تبعات الحصار الخانق عليهم منذ ستة عشر عاماً.
وفي مساء يوم 27 أكتوبر/تشرين الأول، أعلن جيش الاحتلال الإسرائيلي بدء الهجوم بري على قطاع غزة من خلال بدء التوغل في بلدة بيت حانون ومخيم البريج. حدث الهجوم وسط سلسلة من الغارات الجوية الإسرائيلية واسعة النطاق التي أدت إلى قطع الاتصالات المتنقلة والوصول إلى الإنترنت في غزة.
وبتاريخ 24 نوفمبر 2023 تم وقف إطلاق النار بين المقاومة الفلسطينية وإسرائيل، وهو وقف إطلاق نار مؤقت جرى في الحرب الدائرة بين فصائل المقاومة الفلسطينية في غزة وإسرائيل. وبتاريخ 2 ديسمبر انتهت الهدنة، وخلال ساعات إنتهاء الهدنة الأولى قام سلاح الطيران الإسرائيلي بشن هجمات صاروخية مكثفة على كافة أنحاء القطاع مع التركيز على المنطقة الجنوبية لقطاع غزة.
وبدخول عام 2024، استمرت سلسلة الهجمات على قطاع غزة، واتجهت نحو التصاعد مع توسيع إسرائيل لنطاق عملياتها في جنوب القطاع. ومع استمرار الاشتباكات والتصاعد الحربي، لوحظ استمرار القصف من قبل القوات الجوية والمدفعية الإسرائيلية على المناطق السكنية واستهداف مختلف المناطق.

## المجزرة
في تمام الساعة التاسعة والنصف من مساء يوم الخميس الموافق 25 يناير 2024، قام الطيران الإسرائيلي بقصف منزل الصحفي إياد الرواغ مما أدى إلى استشهاده برفقة أبناءه الأربعة وعدد من أفراد أسرته. وكان إياد الرواغ يعمل كمذيع إخباري في إذاعة صوت الأقصى. وقبل قصف بيتهم بعدة أيام، نشر إياد الرواغ مناشدة على حسابه على منصة فيسبوك وقال فيها: «اضطرت زوجتي للسفر مرافقة مع ابني المصاب واضطرت لظروف ترك طفلها الرضيع بغزة معي ويبدو ان رحلة العلاج ستطول لاكثر من شهرين لذلك ابحث عن شخص من مرافقين المصابين يستطيع اخذ ابني الرضيع معه من غزة وايصاله الي والدته في مستشفى بئر العبد شمال محافظة سيناء  .. حيث ان الطفل لا يتوقف عن البكاء ليل نهار ولا يوجد حليب في قطاع غزة يسد جوع طفلي.» وبتاريخ 25 يناير 2024، استشهد إياد وأولاده بالإضافة لعدد من أبناء العائلة مع تضرر عدد من المنازل المجاورة.